# اچ‌ام‌اس میلفورد (۱۷۵۹)
اچ‌ام‌اس میلفورد (۱۷۵۹) (به انگلیسی: HMS Milford (1759)) یک کشتی بود که طول آن ۱۱۸ فوت ۳ اینچ (۳۶٫۰ متر) بود. این کشتی در سال ۱۷۵۹ ساخته شد.